# SMS V 159
V 159 – niemiecki niszczyciel z okresu I wojny światowej. Dziesiąta jednostka typu V 150. Po wojnie przekazany w ramach reparacji wojennych Wielkiej Brytanii i tam zezłomowany w 1922 roku.